# Platanthera longibracteata
Platanthera longibracteata är en orkidéart som beskrevs av John Lindley. Platanthera longibracteata ingår i släktet nattvioler, och familjen orkidéer.
Artens utbredningsområde är Burma. Inga underarter finns listade i Catalogue of Life.